# Archaeopsylla
Archaeopsylla (лат.) — род блох из семейства Pulicidae. От других блох отличаются двумя (реже от 1 до 3) зубцами на щечном гребне. На переднеспинке развиты ктенидии. Паразиты ежей рода Erinaceus.

## Классификация
Таксон был впервые описан в 1908 году (Dampf, 1908). В составе рода описаны два вида:
- Archaeopsylla erinacei (Bouche, 1835)
- Archaeopsylla sinensis Jordan et Rothschild, 1911

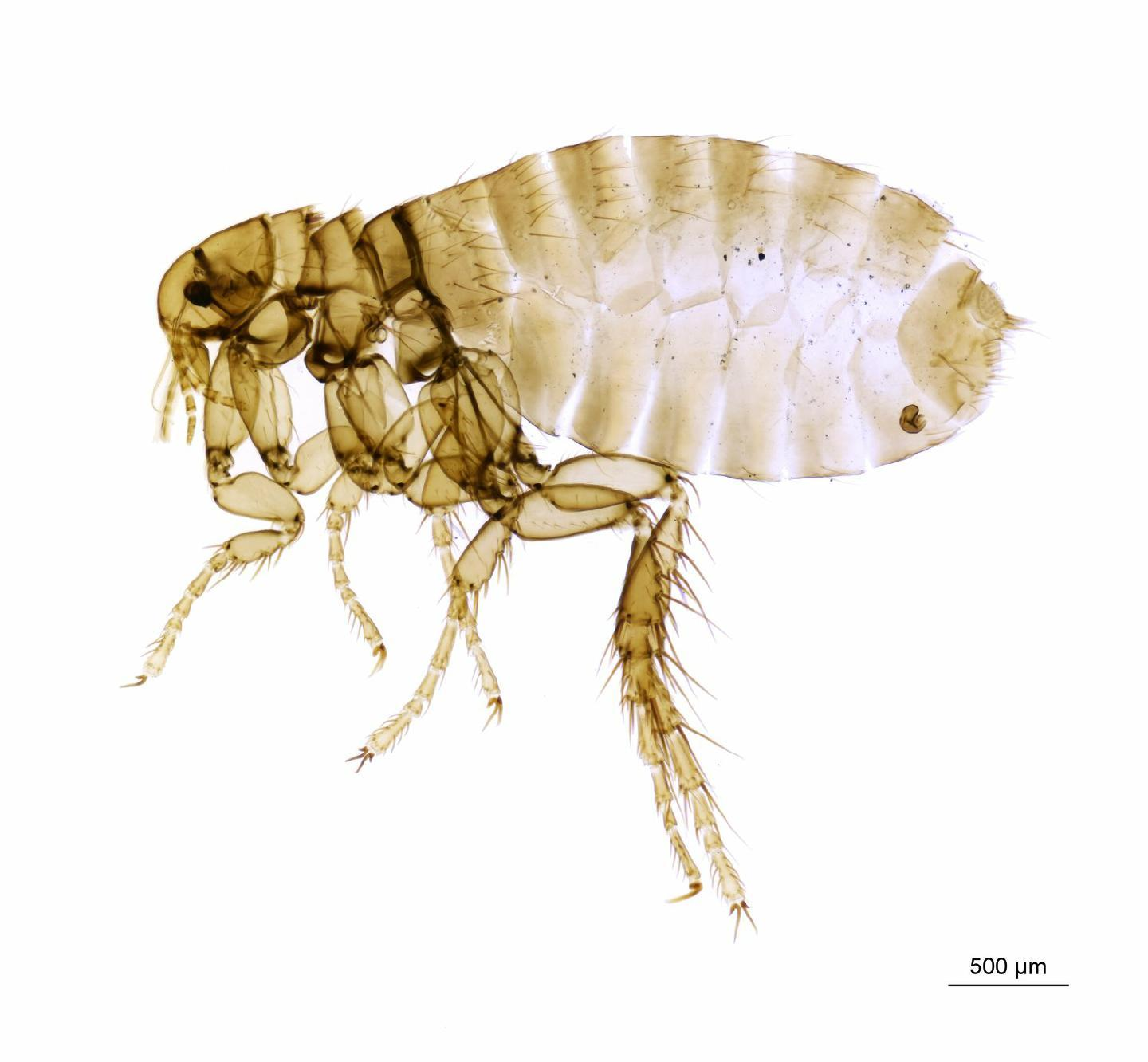
Самка Archaeopsylla erinacei